# Mo Gawdat
Mohammad « Mo » Gawdat (en arabe : محمد جودت), né le 20 juin 1967, est un informaticien, entrepreneur et écrivain américain. Il fut directeur commercial de Google X, et l'auteur du livre La Formule du bonheur,.

## Formation
Mo Gawdat est ingénieur de formation et détient également une maîtrise en administration des affaires obtenue à l'école de gestion de Maastricht aux Pays-Bas.

## Carrière
Mo Gawdat a une carrière longue de 27 ans, qui démarre chez IBM en Égypte en tant qu'ingénieur système, avant de se diriger vers un rôle dans la vente pour le gouvernement. Il déménage ensuite aux Émirats arabes unis, où il rejoint NCR Corporation à Abou Dabi dans laquelle il s'occupe des activités non liées à la finance. Après avoir rejoint Microsoft, il occupe différents rôles sur une période de sept ans et demi. À travers son dernier poste dans l'entreprise, il prend la tête du secteur des communications sur les marchés émergents.
Mo Gawdat rejoint Google en 2007 pour commencer son projet sur les marchés émergents. Sur une période de six ans, Mo Gawdat a démarré environ la moitié des opérations internationales de Google.
En 2013, il rejoint la branche innovation de Google, Google X, dans laquelle il dirige la stratégie, les ventes, le développement et les partenariats. L'équipe business sous la direction de Mo Gawdat a développé des business model innovants proches des technologies élaborées chez Google X. Il a également créé des partenariats forts et des contrats permettant à X de prospérer et de construire des produits adaptés au marché réel.
Parallèlement à sa carrière, Mo Gawdat est un entrepreneur prolifique qui a fondé plus de 20 entreprises dans des domaines comme la santé, le fitness, les boissons ou encore les biens immobiliers. Il a été membre de plusieurs conseils d'administration dans des entreprises de plusieurs domaines tels que la technologie, la santé, les biens de consommation. Il parraine des dizaines de start-ups à plusieurs étapes de leur cycle de vie[réf. souhaitée].

## La Formule du bonheur
Mo Gawdat s'intéresse à la philosophie du bonheur. Il est l'auteur de La Formule du bonheur (2017). Dédié à son fils Ali décédé en 2014, le livre présente des méthodes pour gérer et prévenir la déception. Il s'inspire de plusieurs philosophies et religions telles que le bouddhisme, le stoïcisme et la pleine conscience.
Le livre présente également l'adhésion de Mo Gawdat au monothéisme et plaide pour une utilisation intelligente de la théorie de l'évolution, prétendant que le temps requis pour que des mutations aléatoires créent des organismes complexes est trop important pour qu'il soit considéré comme une cause probable.

## L'intelligence artificielle
Dans son livre Scary Smart: The Future of Artificial Intelligence and How You Can Save Our World (2021) et dans de nombreuses interviews (sur YouTube notamment) Mo Gawdat répète des avertissements urgents et inquiétants sur l'intelligence artificielle.
Mo Gawdat fait partie des lanceurs d'alerte qui ont, dans les années 2020, souligné l'avenir potentiellement terrifiant de l'intelligence artificielle si elle n'est pas rapidement encadrée par une législation et un code éthique adapté à ses caractéristiques émergentes et au contexte du 21e siècle ; une éthique à implémenter dans toutes les intelligences artificielles, avant qu'elles ne deviennent trop puissantes pour être contrôlées,.
Mo Gawdat écrivait déjà en 2021 (avant l'arrivée de ChatGPT) que, pour bien des aspects, l'intelligence artificielle était déjà davantage capable et — à sa manière (artificielle) — plus intelligente, que l'humanité (par exemple, l'intelligence artificielle conduisait déjà mieux les voitures qu'un conducteur humain moyen et elle allait encore a priori rapidement apprendre. Au rythme de progression du début des années 2020, « elle devrait être un milliard de fois plus intelligente que les humains d'ici 2049 ».
« Si Amazon était assez intelligent pour savoir que je pourrais payer un peu plus pour un certain objet que vous, et que vous pourriez payer un peu plus pour un autre objet que moi, devraient-ils être autorisés à utiliser cette connaissance pour maximiser les profits ? Considérerions-nous cela comme contraire à l'éthique ? Et s'il utilisait cette forme d'intelligence, en surveillant des groupes d'utilisateurs, pour anéantir tous les petits commerçants de votre quartier ? Considérerions-nous cela comme anticoncurrentiel ? Et s'il ignorait votre vie privée dans sa soif de plus de connaissances ? Considérerions-nous cela comme une violation des droits de l'homme ? Que se passerait-il si l'IA de votre banque vous discriminait de manière algorithmique ? Les modèles et les tendances peuvent indiquer que les personnes d'une origine ethnique spécifique ont tendance à avoir des cotes de crédit plus faibles et qu'il serait plus intelligent de vous refuser un prêt. Que se passerait-il si les forces de l'ordre choisissaient de me rendre la vie plus difficile parce que quelqu'un qui a la couleur de ma peau ou mon appartenance religieuse a commis un crime ? Lorsque ces machines sont spécifiquement conçues pour discriminer, classer et catégoriser, comment pouvons-nous espérer leur apprendre à valoriser l'égalité ? »
Si notre comportement, individuel et collectif, envers la technologie reste le même qu'avant l'intelligence artificielle des années 2020, cette dernière pourrait  tomber en de mauvaises mains, par exemple en étant mise au seul service du profit et de l'efficacité, ou évoluer en ignorant les valeurs morales humaines, avec des conséquences alarmantes et de grande portée. « Quel sera le regard d'une machine sur la race humaine si elle est témoin de la façon dont nous traitons les autres espèces ? (…) Dans nos conversations, nos publications sur les réseaux sociaux et nos articles dans les médias grand public, nous pouvons nous opposer à l'utilisation d'IA pour vendre, espionner, jouer et tuer. Nous pouvons boycotter ceux qui produisent des implémentations sinistres de l'IA — y compris les principaux acteurs des médias sociaux — non pas en les ignorant et en sortant du réseau, mais en évitant leurs parties négatives et en utilisant leurs bonnes parties de manière cohérente. ».
Selon Mo Gawdat « malheureusement, nous ne concevons pas l'IA pour qu'elle pense comme un humain, nous la concevons pour qu'elle pense comme un homme. Le groupe de développeurs dominé par les hommes qui construisent aujourd'hui l'avenir de l'IA est susceptible de créer des machines qui favorisent les traits dits « masculins » », et plutôt comme « des économistes, des cadres commerciaux, des soldats, des politiciens et des entreprises », ce qui sera source de biais et d'injustice.

## Ouvrages
- La Formule du bonheur : des résolutions pour être heureux ! [« Solve for happy »], Paris, Larousse, 2018, 334 p. (ISBN 978-2-03-594774-1, BNF 45475002, SUDOC 227073355, présentation en ligne).